# Hanna Van de Voort
Hanna Van de Voort (née à Meerlo, 26 novembre 1904 et morte à Utrecht le 26 juillet 1956), connue également sous le nom de tante Hanna, est une infirmière et  résistante néerlandaise pendant la Seconde Guerre mondiale. Avec Nico Dohmen et Kurt Loewenstein, elle a placé 123 enfants juifs dans des familles d'accueil dans le nord du Limbourg, les sauvant de la déportation et de la mort. Presque tous ont survécu à la guerre. Elle a été arrêtée et torturée mais n'a jamais rien révélé. 

## Biographie
Johanna Catharina Maria Van de Voort, dite Hanna,  est née en 1904 dans la commune de Meerlo. Elle est la fille d'Anselm Van de Voort, chef pâtissier, et de Marie Everts. Elle est la quatrième d'une famille catholique de six enfants. Elle grandit dans la Stationstraat (aujourd'hui Spoorstraat) à Tienray. Son père a longtemps tenu une boulangerie-café-restaurant-hôtel et s'est également autoproclamé maire du village.
Elle travaille comme sage femme dans les villages du nord du Limbourg, le long de la Meuse. Comme il est d'usage à l'époque, elle reste une dizaine de jours dans les familles après la naissance. 

### Le sauvetage de 123 enfants juifs
En mai 1943 elle est approchée par des résistants de Tegelen qui lui demandent de trouver des familles d'accueil pour les enfants juifs du Limbourg. Encouragée par sa mère Marie, « Mille enfants, Hannah ! Nous devons les aider ! ».  Avec l'aide de Nico Dohmen, un étudiant de 22 ans et Kurt Loewenstein, juif, tous deux dans la clandestinité, il lui faudra plus de deux mois pour établir une liste d'adresses. Tienray devient cependant un centre actif d'assistance illégale aux fugitifs juifs.  
Le théâtre, Hollandsche Schouwburg à Amsterdam, situé au cœur du quartier juif, est un lieu de rassemblement et le point de départ pour les déportations. Les enfants de moins de treize ans sont rassemblés dans une crèche en face du théâtre où se trouvent leurs parents, ils sont réunis au moment de leur déportation. La directrice de la crèche, Henriëtte Pimentel, met au point un plan de sauvetage des enfants auquel de nombreuses personnes participent, dont le directeur de l'école voisine, Johan van Hulst, le directeur du Conseil juif, Walter Süskind, des membres du personnel et d'autres résistants. La crèche est moins bien surveillée, les bébés et tout petits sont cachés dans des valises ou des boîtes, profitant du passage du tram qui masque momentanément la porte. Les enfants sont emmenés par le jardin dans l'école adjacente. Quatre groupes de résistants assurent le transfert des enfants vers des familles d'accueil. La plupart des enfants amenés chez Hanna Van de Voort, le sont par le groupe d'étudiants de Piet Meerburg (nl). 
Le premier enfant est conduit à Tienray par Piet Meerburg lui-même en juillet 1943. Cet enfant, Simon Cohen, est placé chez les parents de Nico Dohmen à Kampen en août de la même année. Le 20 août 1943, d'autres enfants arrivent à Venray en train, de là ils sont conduits en bus avec le père d'Hanna jusqu'à Tienray, ils y restent quelques jours durant lesquels on leur donne des cours de religion catholique et des informations sur les rues de Rotterdam pour pouvoir les faire passer pour des orphelins du bombardement de Rotterdam en 1940. L'étudiante Mieke Mees joue un rôle important en tant que coursier. Un code est utilisé pour les transferts, les garçons sont appelés ersatz de café et les filles, ersatz de thé. 
Tous les enfants reçoivent un pseudonyme et une carte d'identité. Après quelques jours, ils sont placés dans des familles d'agriculteurs dans dix communes du nord du Limbourg. Les enfants sont régulièrement transférés vers de nouveaux lieux s'ils risquent d'être découverts. « Tante Hanna » et surtout « Oncle Nico » - comme on les appelait - maintiennent un contact avec les hébergeurs et les soutiennent. Les parents d'accueil reçoivent une compensation monétaire, des vêtements et des chaussures. Les bons nécessaires pour les vêtements et la nourriture viennent d'Amsterdam.
Les enfants vont à l'école et jouent dans la rue. Des villages entiers connaissent leurs origines, mais les gens sont solidaires et gardent le silence,,.
Au total, 123 Juifs, pour la plupart des enfants, ont trouvé refuge dans les environs de Tienray, le plus jeune n'ayant que deux semaines. 

### Des adultes français et américains
Hanna Van de Voort et Nico Dohmen sont aussi sollicités par des adultes. Les familles Peres et Ratzker, soit sept personnes, arrivent ainsi à l'improviste ainsi que plusieurs prisonniers de guerre français, évadés, qui sont emmenés en Belgique via Sevenum. Lorsqu'un bombardier américain s'écrase près de Melderslo, Thomas Wilcox de l'Ohio et Mac Neil de New York se présentent au domicile des Van de Voort le même soir. Nico Dohmen les emmène dans une famille à Meerlo, après plusieurs étapes, ils finissent par se retrouver au monastère de Tienray où ils restent jusqu'à la veille de la libération.

### Arrestations
À la suite d'une dénonciation, les premières descentes de police ont lieu durant l'été 1944, à Helenaveen, à Oirlo le 6 juillet, puis à Tienray. La police d'État néerlandaise sort sept enfants juifs de leurs lits à Tienray, Broekhuizenvorst et Venray. Tous mourront dans le camp de concentration d'Auschwitz en 1944. Parmi eux, Floortje de Paauw (né le 15 décembre 1933), Wim de Paauw (né le 17 décembre 1934), Louis van Wezel (né le 16 mai 1936) et Dick van Wezel (né le 6 mars 1934).  Rebecca (Beppie) Aldewereld, 18 ans et vivant sous le pseudonyme de Truuske Smits, est également arrêtée, mais survit à la guerre. Au total, entre dix et quinze enfants ont été interpellés ainsi que certains hébergeurs : deux couples de Horst et trois hommes de Tienray. Ils déclarent tous penser héberger des enfants évacués de Rotterdam et montrent les certificats d'évacuation, officiellement tamponnés. Ils sont libérés dès le lendemain.
Hanna Van de Voort est également arrêtée par les Allemands dans la nuit du 31 juillet au 1er août 1944 et emprisonnée à Vught. Elle est torturée mais ne donne aucune information. Libérée au bout de neuf jours grâce à l'intervention du réseau Meerburg et particulièrement de Mieke Mees qui embobine un agent de la Sicherheitspolizei de Eindhoven, elle conserve des séquelles des mauvais traitements pour le reste de sa vie.

### Après la guerre
Après la guerre, Mien Kötter-Van de Voort, une sœur d'Hanna Van de Voort, recueille des photos d'environ 50 enfants et interroge les enfants ou leurs parents d'accueil. Elle regroupe ces histoires dans un album qu'elle donne à sa sœur. L'«album Tienray » fait partie de la collection du Musée de la Résistance d'Amsterdam depuis 1998. En 2003, le Musée de la Résistance organise une exposition spéciale autour de ce document.
On sait peu de choses sur la vie d'Hanna Van de Voort après la guerre. Sa santé est restée fragile depuis sa détention. Elle décède le 26 juillet 1956 lors d'une opération cardiaque à Utrecht, à l'âge de 52 ans.
Fred Roodenburg, lui-même un enfant caché à Tienray, rassemble le 4 juin 2003, environ quatre-vingt-dix enfants cachés et personnes impliquées. Ils se retrouvent  pour la première fois en 60 ans.

## Hommages posthumes
- 1956 : Hanna Van de Voort reçoit un prix posthume de l'ambassadeur d'Israël[9]
- 1957 : une plaque est apposée sur le domicile familial à Tienray et un arbre planté en sa mémoire en Israël[11]
- 1971 : Le nom de Hanna Van de Voort est donné à une place de Tienray
- 1987 : Hanna Van de Voort et Nico Dohmen reçoivent le prix israélien Yad Vashem "Juste parmi les nations" à titre posthume.
- 2006 : Hanna Van de Voort est la seule femme dans le top cinq de l'élection du plus grand limbourgeois de tous les temps dans la catégorie « héros et figures légendaires [1]

## Monument de la résistance de Tienray
Au début des années 1970, un monument de la résistance est érigé à Tienray sur la place Hanna van de Voort. En mai 1989, il est remplacé par un groupe de sculptures en bronze de Elly van den Broek, représentant trois enfants sous la pluie, symbolisant les 123 enfants juifs que Hanna Van de Voort a pris sous son aile. La statue est posée sur un socle de béton. Près de la statue se trouve une vasque en bronze dans laquelle le feu de la paix peut être allumé. Sur le piédestal de la statue, on peut lire : « De nombreux enfants juifs ont trouvé ici une protection contre les persécutions pendant la Seconde Guerre mondiale ». En 1994, une plaque provenant de l'ancien monument est ajoutée, elle indique « In Memoriam Hanna v.d. Voort (1904-1956) et tous les combattants pour le droit et la liberté, 1940-1945 ». Chaque année, le 4 mai, ce monument commémore les victimes des violences de la guerre.

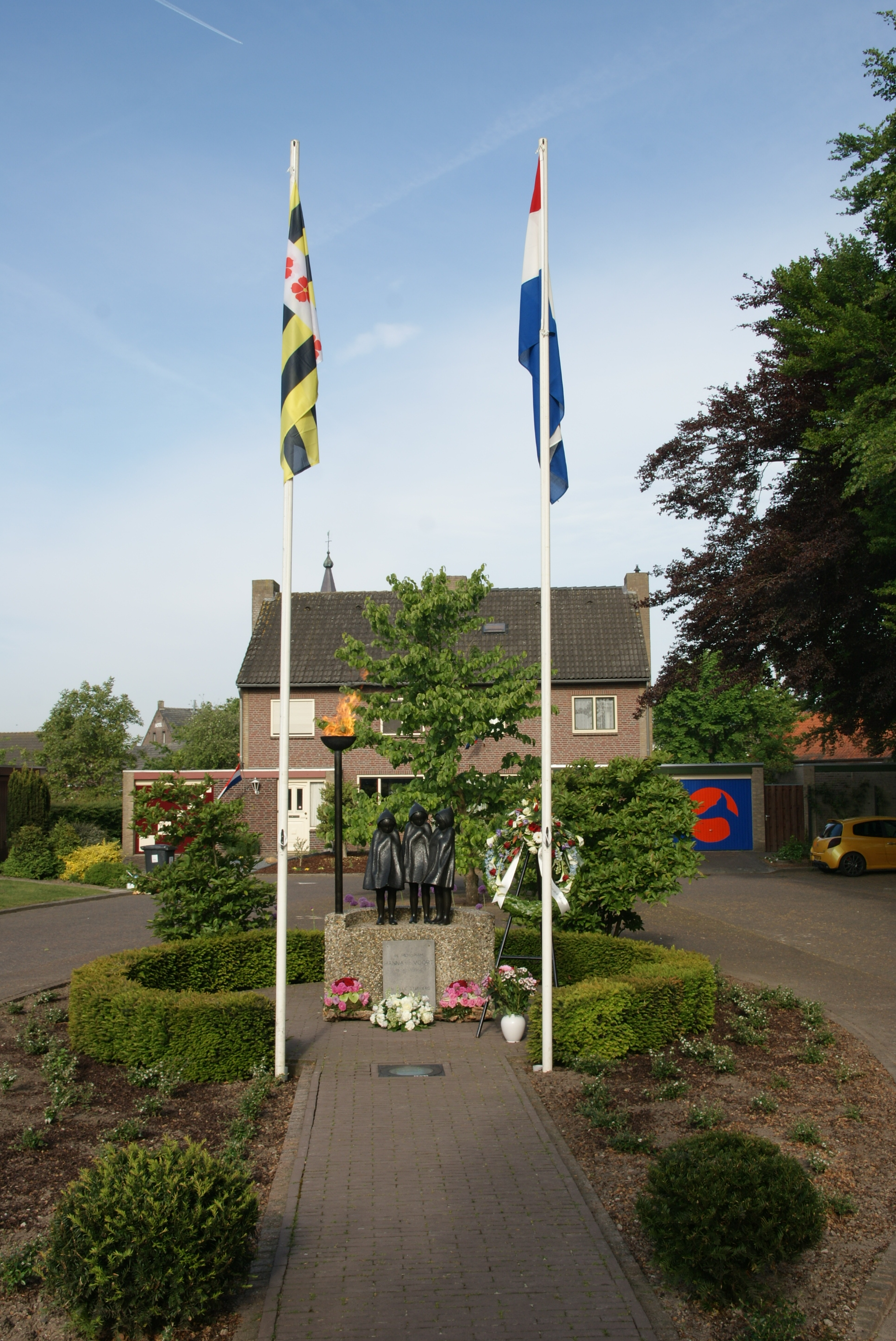
Monument de la résistance à Tienray.
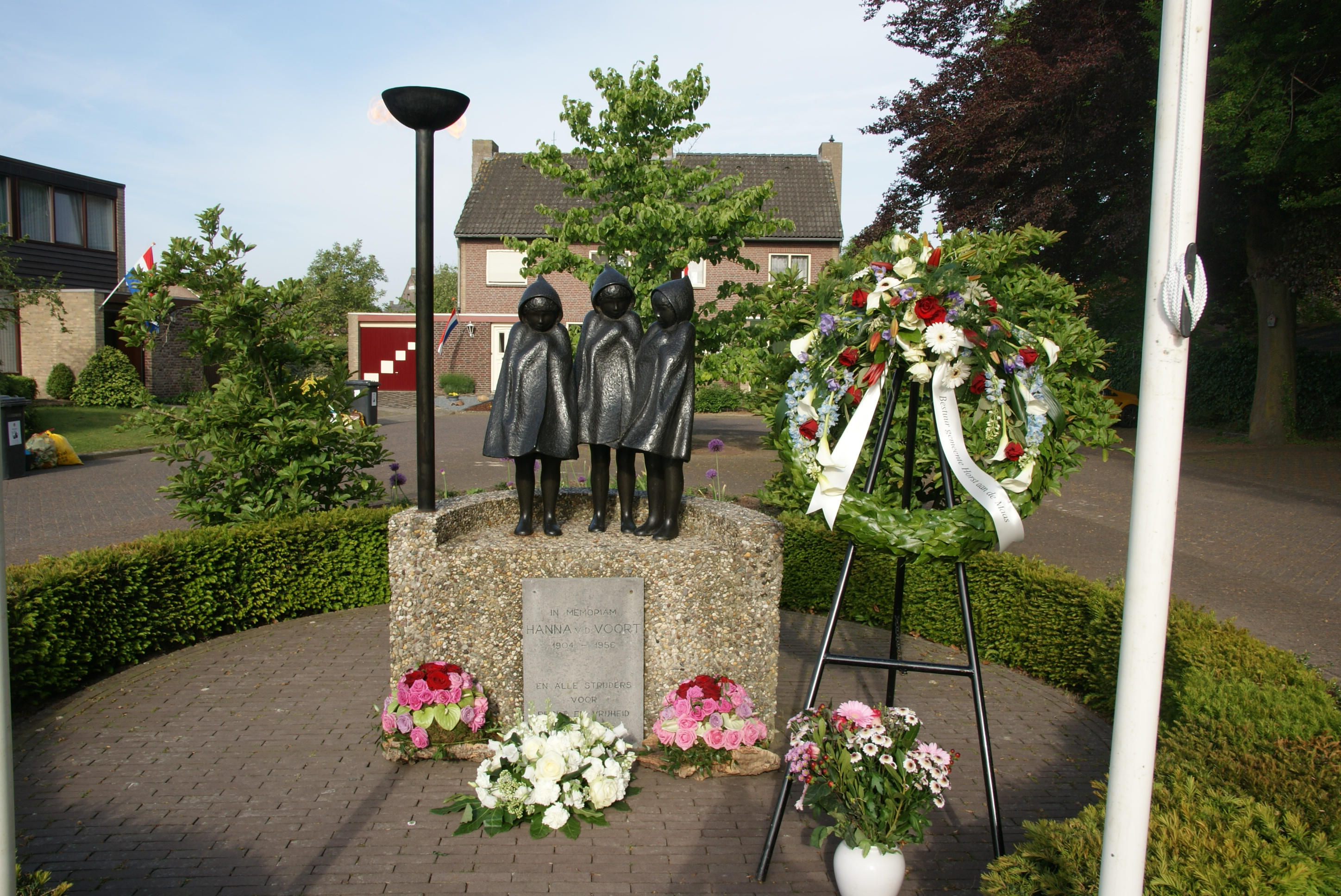
Monument de la résistance à Tienray.
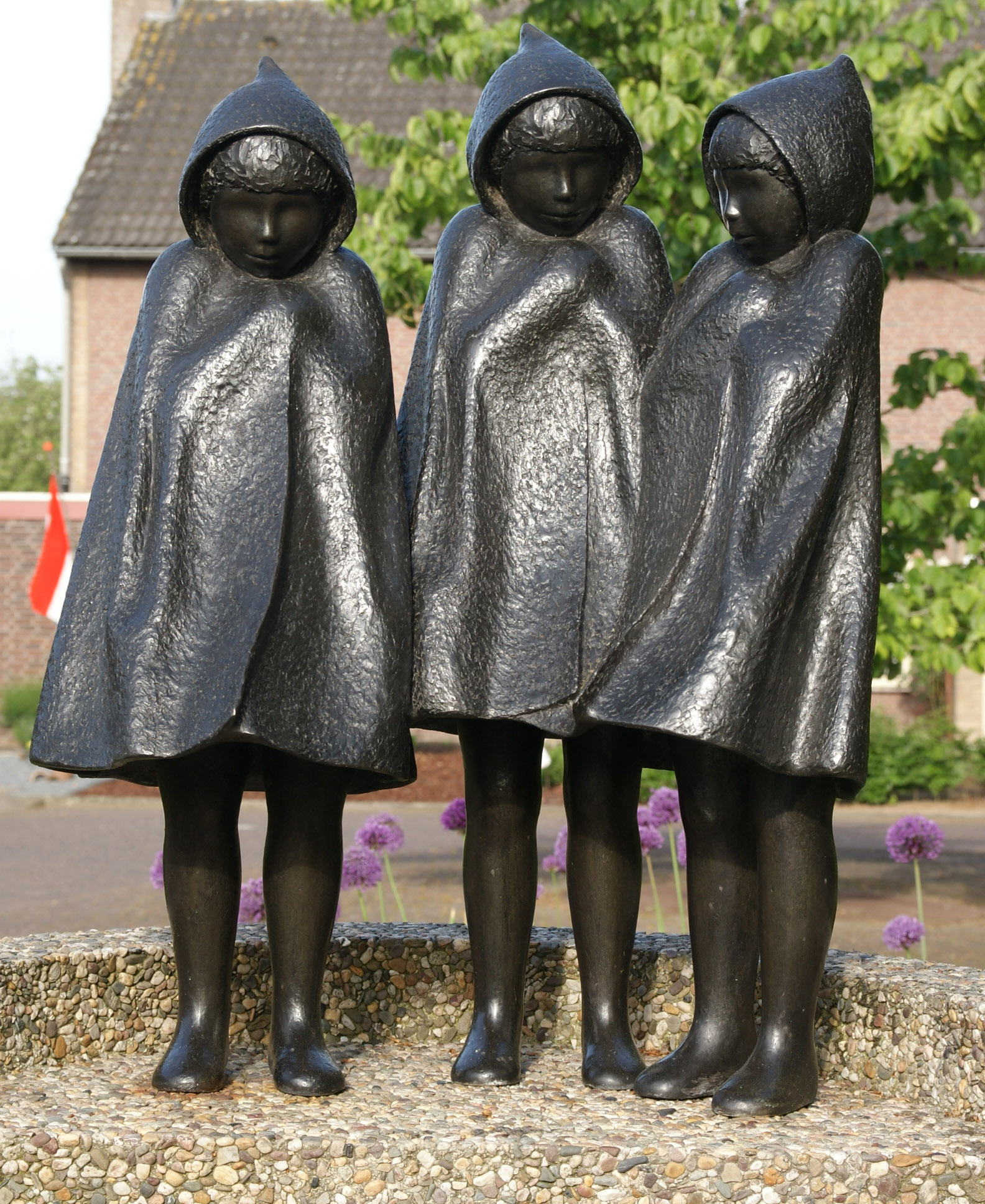
Monument de la résistance à Tienray.
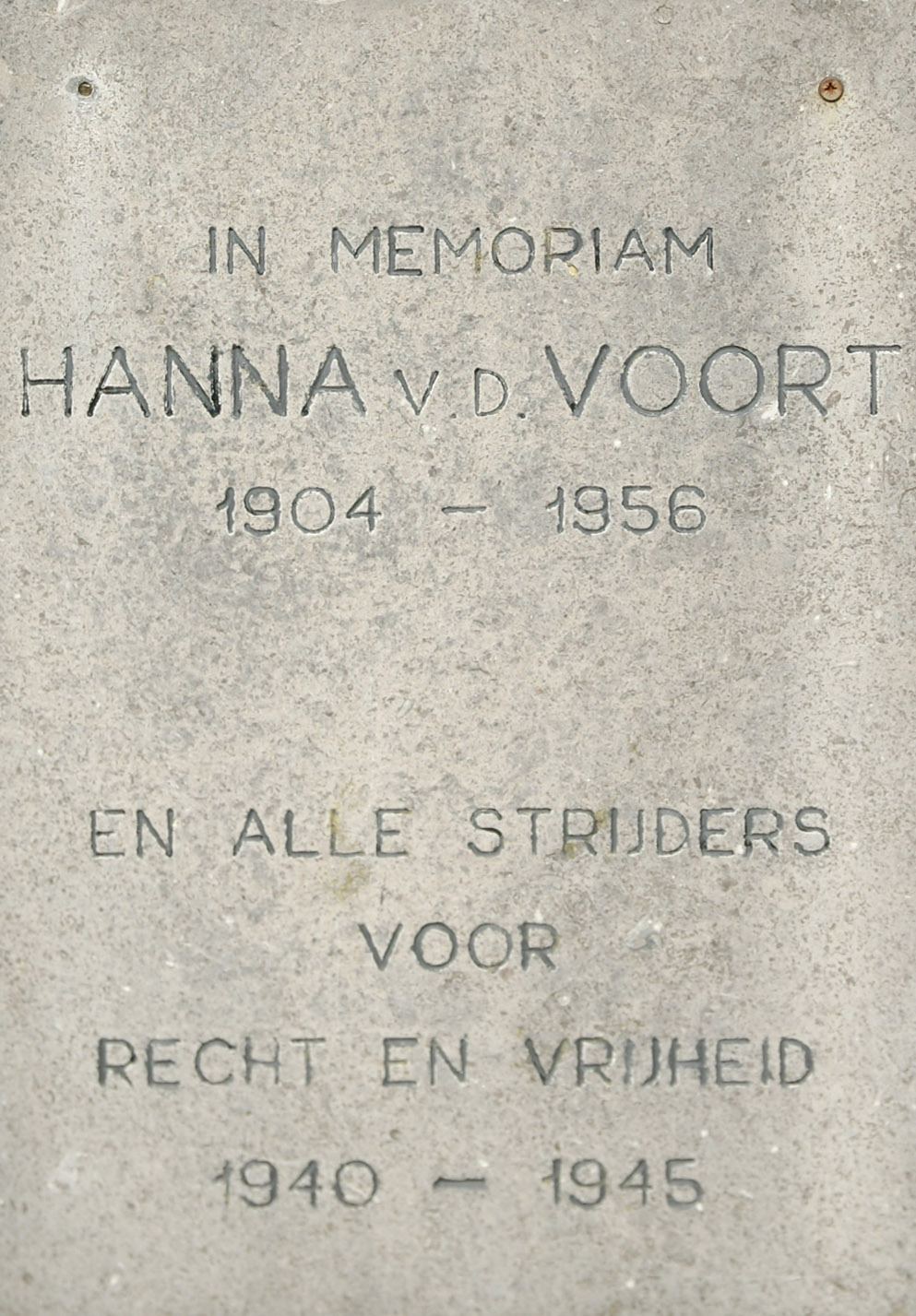
Plaque commémorative provenant du premier monument.